# Écaille du plantain
Arctia plantaginis
Espèce
Synonymes
- Phalaena plantaginis Linnaeus, 1758
- Parasemia plantaginis (Linnaeus, 1758)

L'Écaille du plantain (Arctia plantaginis) est une espèce holarctique de lépidoptères (papillons) de la famille des Erebidae et de la sous-famille des Arctiinae.

## Description
L'imago a une envergure de 32 à 38 mm. 
Le dessus des ailes antérieures est noir avec des dessins jaunes ou crème.
Les ailes postérieures présentent un dimorphisme sexuel, celles du mâle étant noires à dessins jaunes alors que celles de la femelle sont noires à dessins orangés. 

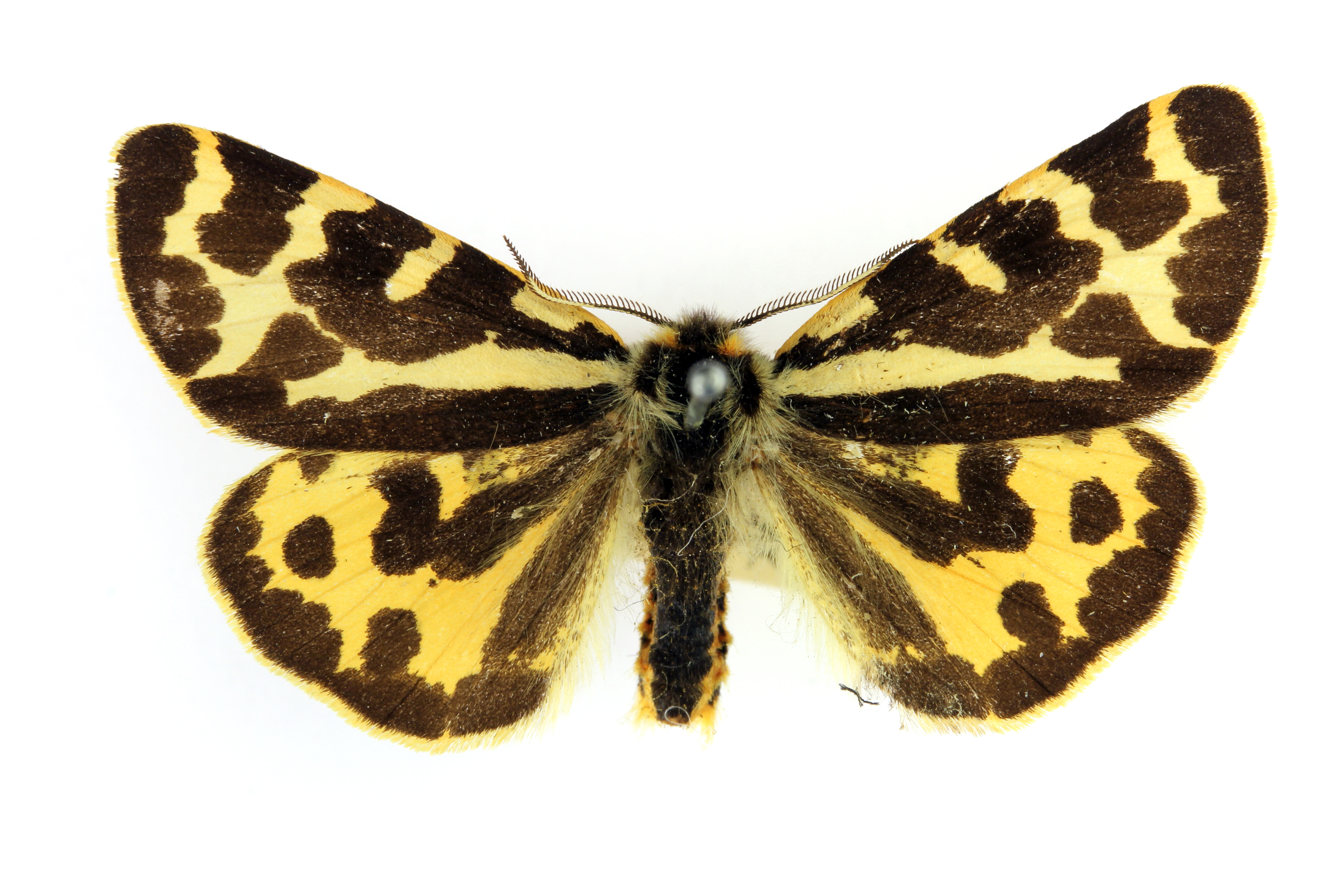
Dessus d'un mâle.
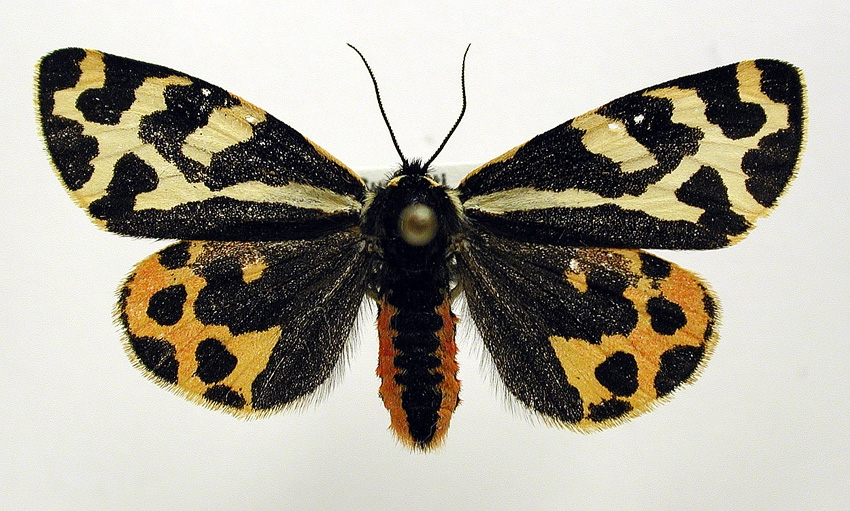
Dessus d'une femelle.
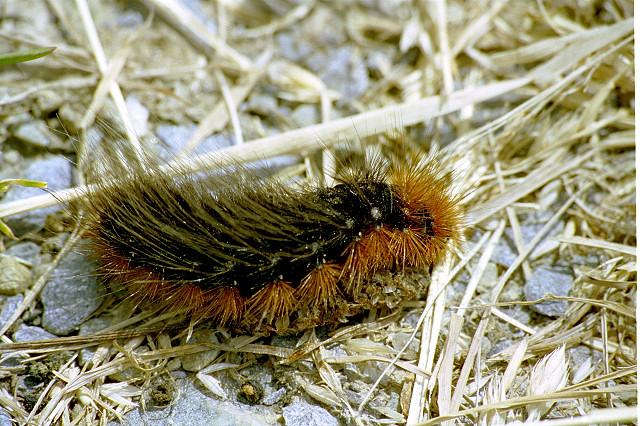
Chenille.

## Distribution
Arctia plantaginis est répandue dans une grande partie de l'écozone paléarctique, en Europe et en Asie. On la trouve également dans le Nord et l'Ouest de l'Amérique du Nord.
En France métropolitaine, on la trouve principalement dans la moitié est et les montagnes.

## Biotopes et comportement
Ce papillon se rencontre dans les bois clairs, les friches, les prairies plutôt humides. Les mâles sont surtout actifs de jour, alors que les femelles le sont surtout après le coucher du soleil.

## Biologie
L'espèce est univoltine et les imagos volent de début juin à fin juillet, en août en haute montagne (jusqu'à 2 500 m). 
Les plantes hôtes de la chenille sont le plantain, les Hieracium (y compris la piloselle), le séneçon commun, le pissenlit, des silènes et d'autres plantes basses.
L'hivernation a lieu au stade de jeune chenille, dans la mousse. Au printemps, les chenilles recommencent à s'alimenter, pour se nymphoser en mai. Les cocons sont faits de soie mélangée à des poils larvaires.